# 333 av. J.-C.
Cette page concerne l'année 333 av. J.-C. du calendrier julien proleptique.

## Événements
- Mars-juin : le mercenaire grec au service de la Perse Memnon de Rhodes poursuit sa contre-offensive en mer Égée. Il reprend Lemnos et Chios[1]. À sa mort en juin, son neveu Pharnabaze et le satrape Autophradatès le remplacent.
- Avril-juillet : opérations d’Alexandre le Grand autour de Gordion, où il a établi son quartier général[1]. Il tranche le nœud gordien, ce qui lui promet l’empire d’Asie.
- Août : Alexandre marche vers la Cilicie, pour s’emparer des ports de la Méditerranée orientale et couper la flotte perse de ses bases. Il tombe malade à Tarse après un bain dans le Cydnus, ce qui le retarde une grande partie de l’été[1].
- Automne : entrevue de Siphnos entre Agis III de Sparte et les Perses[2]. Il obtient trente talents d’argent et une flotte de dix trirèmes qu’il envoie à son frère Agésilas en Laconie pour qu’il organise une expédition en Crète afin de recruter des mercenaires[3].
- Octobre : Parménion avance jusqu'aux portes syriennes. Alexandre mène des opérations en Cilicie[1].
- 1er novembre : Alexandre le Grand défait le roi perse Darius III Codoman à la bataille d'Issos[4].
  - Darius III rassemble une immense armée à Babylone (100 000 hommes) et attend Alexandre en Syrie du Nord dans la plaine de Sochi. Ayant appris qu’Alexandre est engagé dans les défilés côtiers de Cilicie, il emprunte les défilés de l’Amanus qui mènent en Cilicie pour le prendre à revers. Alexandre, coupé de ses bases, rebrousse chemin et rencontre les Perses près d’Issos, sur le fleuve Pinaros. Vainqueur, il occupe la Syrie, la Phénicie, et met le siège devant Tyr (janvier 332 av. J.-C.).
- Année sans magistrature à Rome, gouvernée par des interroi[5].
- Le roi d'Épire Alexandre le Molosse intervient en Italie à l’appel de Tarente (334/333-331  av. J.-C.). Il meurt au cours de cette expédition[6].
- Un décret du Pirée signé par Lycurgue autorise les marchands phéniciens de Kition à élever un temple dédié au culte d’Aphrodite, et rappelle que les Égyptiens ont obtenu le droit de fonder un temple d’Isis, ce qui est la première attestation de son culte en Grèce[7].
- En Chine, le royaume Zhao construit une muraille pour se protéger de ses voisins[8].

## Décès en 333 av. J.-C.
- Charidème.
- Memnon de Rhodes.